# Сините анали
Сините анали представляват исторически обзор на разпространените в Тибет различни духовни традиции. Написани са през 1476 г. от Гьо Лоцава (1392 – 1481). 
Преведени са на английски от Юрий Рьорих с помощта на Гендюн Чопел и публикувани през 1949 г. Оттогава нататък те представляват един от най-използваните източници за историята на будизма в Тибет до 15 век.
Подобен труд отнасящ се до по-късен период е „Кристално огледало на философските системи“ на Тукен Лозанг Чокий Нийма, завършен през 1802 г. . Тукен бил привърженик на школата Гелугпа, но независимо от това представя широка историческа информация. Той самият също се позовава на Сините анали.